# Wolf Hoffmann
Wolf Hoffmann (Magonza, 10 dicembre 1959) è un chitarrista tedesco, famoso per essere membro della band heavy metal Accept dal 1976 a oggi.

## Biografia
Wolf nacque a Magonza ma crebbe e visse la sua giovinezza a Wuppertal. In tale paese, grazie ai suoi compagni e amici, si avvicinò alla musica e studiò chitarra. Dal 1976 fa parte della band heavy metal Accept. Nel 2000 ha pubblicato un album da solista, intitolato Classical con cover rock di canzoni storiche. Egli è apparso anche in molti altri dischi tributo ad artisti e band inattive.

## Discografia
Con gli Accept
Da solista
- 1997 - Classical
- 2016 - Headbangers Symphony